# Cartagine in fiamme
Cartagine in fiamme è un romanzo di Emilio Salgari, pubblicato nel 1908, ma già apparso a puntate sulla rivista Per terra e per mare nel 1906.
Dal libro è stata tratta nel 1959 un'omonima trasposizione cinematografica da Carmine Gallone.

## Trama
Cartagine, nei momenti precedenti alla fine della città, durante l'ultima guerra punica. Il protagonista Hiram è un guerriero cartaginese, condannato all'esilio da Hermon, padre adottivo di Ophir, amata dallo stesso Hiram. Questi rientra clandestinamente a Cartagine. Tenta di salvare Fulvia, una giovane romana (quindi nemica dei cartaginesi), che in passato gli aveva salvato la vita, ma ciò provoca l'ira di Phegor, un traditore che si era innamorato di lei. Nonostante Fulvia sia infatuata del protagonista, si concederà a Phegor, per aiutare la fuga di Ophir. Hiram, nonostante sia bandito dalla città, sarà l'unico a cercare di salvare Cartagine.

## Trasposizioni cinematografiche
- Cabiria (1914) - soggetto
- Cartagine in fiamme (1959)